# Małachowe (obwód mikołajowski)
Małachowe (ukr. Малахове) – wieś na Ukrainie, w obwodzie mikołajowskim, w rejonie mikołajowskim, w hromadzie Berezanka. W 2001 liczyła 322 mieszkańców.